# Penelope M. Allison
Penelope Mary Allison (* 1954 in North Canterbury, Neuseeland) ist eine neuseeländische Klassische Archäologin.

## Leben
Penelope Allison studiert zunächst Mathematik an der University of Canterbury, anschließend Klassische Archäologie an der University of Sydney, wo sie 1994 promoviert wurde. Danach lehrte und forschte sie mit diversen Stipendien u. a. an der University of Sydney und der Australian National University, der University of Sheffield und der Cambridge University. Ab 2006 lehrte sie Klassische Archäologie an der University of Leicester, zunächst als Lecturer, ab 2007 als Reader und von 2015 bis zu ihrem Ruhestand als Professor. Ihren Ruhestand verbringt sie in Australien.
Ihre Forschungsgebiete sind die römische Archäologie, insbesondere das antike Pompeji, Haushaltsarchäologie sowie die Nutzung römischer Militärlager.
Sie ist Fellow der Society of Antiquaries of London und Honorary Fellow der Australian Academy of the Humanities.

## Veröffentlichungen (Auswahl)
- (Hrsg.): The archaeology of household activities. Routledge, London 1999, ISBN 0-415-18052-X.
- mit Frank B. Sear: Casa della Caccia antica (= Häuser in Pompeji Band ). Hirmer, München 2002, ISBN 3-8030-1032-2.
- The Insula of the Menander in Pompeii. Volume 3. The finds, a contextual study. Clarendon Press, Oxford 2006, ISBN 0-19-926312-4 (Database).
- Pompeian Households. An Analysis of the Material Culture (= Cotsen Institute of Archaeology Monograph 42). Cotsen Institute of Archeology Los Angeles 2008, ISBN 978-0-917956-96-6.
- People and spaces in Roman military bases. Cambridge University Press, Cambridge 2013, ISBN 978-1-107-03936-0.